# العلاقات البرتغالية التونسية
العلاقات البرتغالية التونسية هي العلاقات الثنائية التي تجمع بين البرتغال وتونس.

## مقارنة بين البلدين
هذه مقارنة عامة ومرجعية للدولتين:
| وجه المقارنة                                              | البرتغال                                                  | تونس                                       |
| --------------------------------------------------------- | --------------------------------------------------------- | ------------------------------------------ |
| المساحة (كم2)                                             | 92.21 ألف                                                 | 163.61 ألف                                 |
| عدد السكان (نسمة)                                         | 10.60 مليون                                               | 11.53 مليون                                |
| الكثافة السكانية (ن./كم²)                                 | 114.95                                                    | 70.47                                      |
| العاصمة                                                   | لشبونة                                                    | تونس                                       |
| اللغة الرسمية                                             | اللغة البرتغالية، اللغة الميراندية                        | اللغة العربية                              |
| العملة                                                    | يورو، اسكودو برتغالي                                      | دينار تونسي                                |
| الناتج المحلي الإجمالي (بليون دولار)                      | 217.57 مليار                                              | 40.26 مليار                                |
| الناتج المحلي الإجمالي (تعادل القوة الشرائية) بليون دولار | 307.82 مليار                                              | 129.05 مليار                               |
| الناتج المحلي الإجمالي الاسمي للفرد دولار أمريكي          | 19.22 ألف                                                 | 3.87 ألف                                   |
| الناتج المحلي الإجمالي للفرد دولار أمريكي                 | 28.76 ألف                                                 | 11.44 ألف                                  |
| مؤشر التنمية البشرية                                      | 0.830                                                     | 0.721                                      |
| رمز المكالمات الدولي                                      | +351                                                      | +216                                       |
| رمز الإنترنت                                              | .pt                                                       | .tn                                        |
| المنطقة الزمنية                                           | توقيت غرب أوروبا، توقيت غرب أوروبا الصيفي، أوروبا/لشبونة ‏ | ت ع م+01:00، توقيت وسط أوروبا، ت ع م+02:00 |

## مدن متوأمة
في ما يلي قائمة باتفاقيات التوأمة بين مدن برتغالية وتونسية:
- ترتبط لشبونة مع تونس باتفاقية توأمة منذ 28 سبتمبر 1992.
- ترتبط باجة مع باجة باتفاقية توأمة.
- ترتبط سربا مع تستور باتفاقية توأمة.
- ترتبط أفيرو مع المهدية باتفاقية توأمة.

## منظمات دولية مشتركة
يشترك البلدان في عضوية مجموعة من المنظمات الدولية، منها:
| علم المنظمة | اسم المنظمة                               | تاريخ انضمام البرتغال | تاريخ انضمام تونس |
| ----------- | ----------------------------------------- | --------------------- | ----------------- |
|             | يونسكو                                    | 11 مارس 1965          | 8 نوفمبر 1956     |
|             | الفريق المعني برصد الأرض                  | ?                     | ?                 |
|             | مؤسسة التمويل الدولية                     | 8 يوليو 1966          | 25 يوليو 1962     |
|             | المركز الدولي لتسوية المنازعات الاستشارية | 1 أغسطس 1984          | 14 أكتوبر 1966    |
|             | منظمة حظر الأسلحة الكيميائية              | ?                     | ?                 |
|             | مؤسسة التنمية الدولية                     | 29 ديسمبر 1992        | 30 ديسمبر 1960    |
|             | منظمة التجارة العالمية                    | ?                     | ?                 |
|             | وكالة ضمان الاستثمار متعدد الأطراف        | 6 يونيو 1988          | 7 يونيو 1988      |
|             | الاتحاد الدولي للاتصالات                  | 1866                  | 14 ديسمبر 1956    |
|             | منظمة الشرطة الجنائية الدولية             | ?                     | ?                 |
|             | الاتحاد البريدي العالمي                   | ?                     | ?                 |
|             | الأمم المتحدة                             | 14 ديسمبر 1955        | 12 نوفمبر 1956    |
|             | البنك الدولي للإنشاء والتعمير             | 29 مارس 1961          | 14 أبريل 1958     |
|             | المنظمة الهيدروغرافية الدولية             | ?                     | ?                 |
|             | البنك الإفريقي للتنمية                    | ?                     | ?                 |

## وصلات خارجية
- موقع وزارة الخارجية البرتغالية
- موقع وزارة الخارجية التونسية